# Sittingbourne
Sittingbourne è una città industriale di 55 000 abitanti della contea del Kent, in Inghilterra.

## Amministrazione

### Gemellaggi
- Ypres, dal 1964